# Videns- og Forskningscenter for Alternativ Behandling
Den 28 august 2000 blev Videns-og Forskningscenter for Alternativ Behandling (ViFAB) officielt åbnet i Århus. Det var en selvejende institution under Ministeriet for Sundhed og Forebyggelse. Formålet med centret var at øge viden om og kendskabet til forskellige former for alternativ behandling og deres virkning, at fremme og udvikle forskning på området, og at fremme en dialog mellem sundhedspersonale, alternative behandlere og brugere (Bjørklund, 2001).
ViFAB finansieredes via Finansloven §16.33.02 og §16.33.03.  Centeret blev  nedlagt og lukket  ved bevillingsophør 23. november 2012 .  Sundhedsstyrelsens Råd for Alternativ Behandling (SRAB), vil fremover videreføre nogle af VIFAB’s opgaver 

## Eksterne kilder og henvisninger
1. ↑  "ViFAB siger farvel". Arkiveret fra originalen 25. april 2013. Hentet 5. maj 2013.
2. ↑  "Hjemmesiden skifter navn til SRAB". Arkiveret fra originalen 20. april 2013. Hentet 5. maj 2013.

- Bjørklund G. Ny giv for biologisk medisin i Norden. Nord Tidsskr Biol Med 2001; 1: 3-6.
- Videns- og Forskningscenter for Alternativ Behandling (ViFAB)

| Skole | Spire Denne artikel om en skole, en uddannelsesinstitution eller uddannelse er en spire som bør udbygges. Du er velkommen til at hjælpe Wikipedia ved at udvide den. |

|  | Denne artikel kan blive bedre, hvis der indsættes geografiske koordinater Denne artikel omhandler et emne, som har en geografisk lokation. Du kan hjælpe ved at indsætte koordinater i wikidata. |